# پست رومانی
پست رومانی (انگلیسی: Poșta Română) شرکت پست رومانیایی است، که در سال ۱۸۶۲ تأسیس شد.